# مارفن بام
مارفن بام (بالإنجليزية: Marvin Bam) هو لاعب هوكي الحقل جنوب أفريقي، ولد في 12 سبتمبر 1977.

## وصلات خارجية
- مارفن بام على موقع الاتحاد الدولي للهوكي (الإنجليزية)
- مارفن بام على موقع أوليمبيديا (الإنجليزية)
- مارفن بام على موقع اتحاد ألعاب الكومنولث (مؤرشف) (الإنجليزية)